# Roger Desmare
Roger Desmare (né le 27 août 1920 à Paris 3e et mort le 16 février 2011 à Malakoff,) est un acteur, mime, metteur en scène et peintre français.

## Biographie
Roger Desmare est né le 27 août 1920, à Paris. Son père était mécanicien et sa mère couturière. Il vit son enfance a Auvers-sur-Oise. Ensuite, il habite le bord de la Marne et découvre la peinture. À 17 ans, il commence à travailler dans une serrurerie puis devient ouvrier chez Gnome et Rhône. Avec ses économies, il prend des cours de théâtre.
Avec certains de ses professeurs, il crée une école « d’Éducation par le jeu dramatique » : l'EPSD. Les cours de théâtre lui permettent aussi de rencontrer sa future femme, avec qui il aura deux enfants.
Il partage sa vie entre le métier d'acteur et la peinture, apparaissant dans des seconds rôles au cinéma dès les années 1940 puis à la télévision.

## Filmographie

### Cinéma
- 1949 : Adémaï au poteau-frontière
- 1958 : Une balle dans le canon
- 1970 : Dernier Domicile connu de José Giovanni : le cordonnier

### Télévision
- 1967 : Les Habits noirs : le joueur d'orgue
- 1968 : Sarn : le clown
- 1968 : Les Compagnons de Baal de Pierre Prévert : Mouret
- 1969 : Jacquou le Croquant : Marc
- 1969 : En votre âme et conscience, épisode : L'Affaire Lacoste de  René Lucot
- 1969 : En votre âme et conscience, épisode : L'Affaire Deschamps ou la reconstitution de  Jean Bertho
- 1971 : Les Nouvelles Aventures de Vidocq, épisode La Caisse de fer de Marcel Bluwal
- 1973 : Beau-François : Pingre #10
- 1974 : Messieurs les jurés : L'Affaire Lusanger d'André Michel :  Charles Lusanger
- 1976 : Robert Macaire de Georges Neveux, d'après Saint-Amand et Benjamin Antier, réalisation Roger Kahane
- 1977 : Bonheur, impair et passe : Katov
- 1980 : Petit déjeuner compris : Hector
- 1983 : La Poupée de sucre : l'horloger

## Théâtre
- 1972 : Macbett